# كوسيإي واكيموتو
كوسيإي واكيموتو (باليابانية: 脇本 晃成) (8 يناير 1994 في هيروشيما في اليابان – )؛ هو لاعب كرة قدم ياباني سابق كان يلعب كمدافع.

## وصلات خارجية
- كوسيإي واكيموتو على موقع رابطة كرة القدم اليابانية للمحترفين (اليابانية)
- كوسيإي واكيموتو على موقع قاعدة بيانات كرة القدم.إي يو (الإنجليزية)
- كوسيإي واكيموتو على موقع Soccerway.com (الإنجليزية)
- كوسيإي واكيموتو على موقع عالم كرة القدم.نت (الإنجليزية)